# Norra Stationsgatan

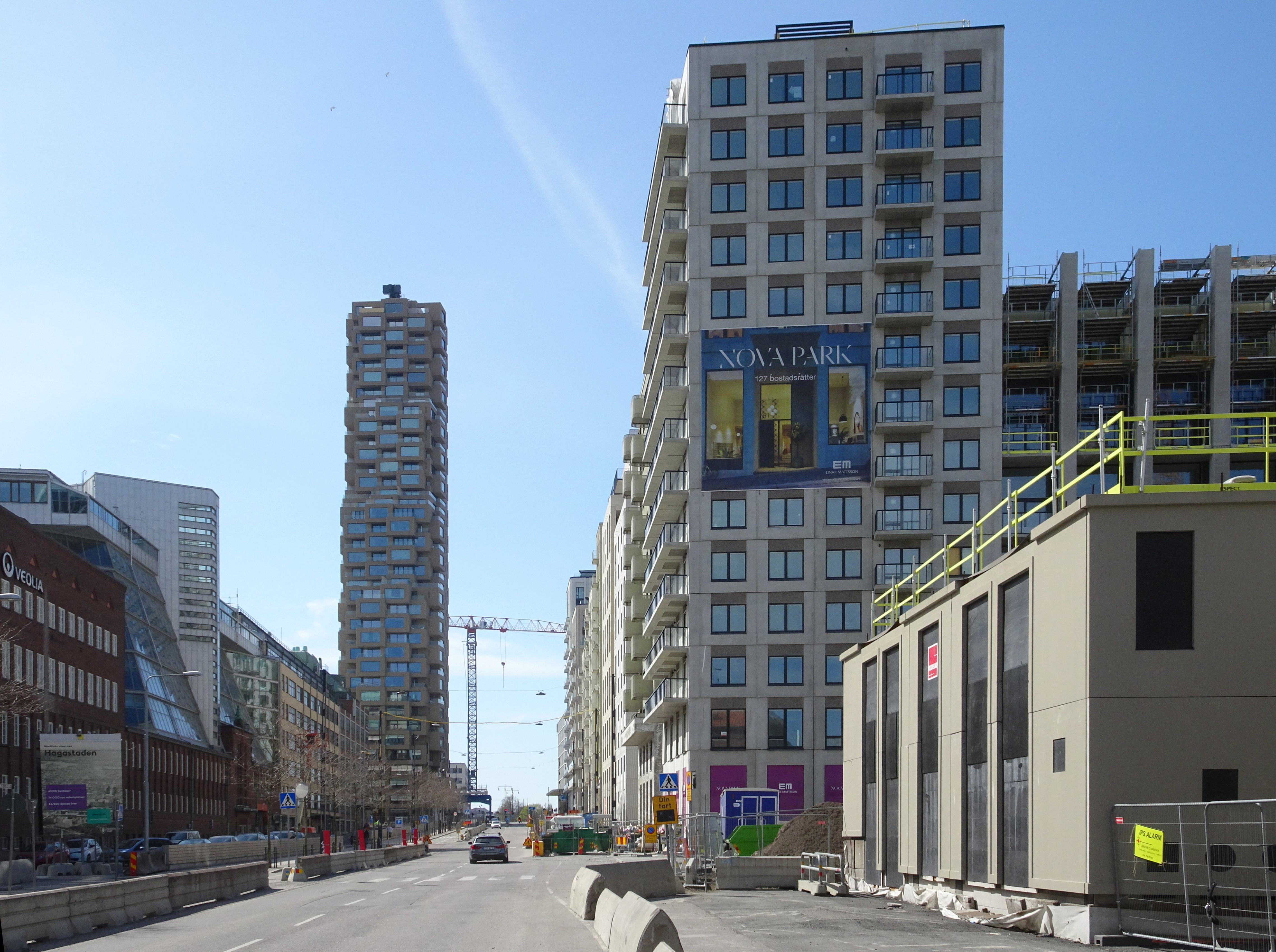
Norra Stationsgatan västerut i april 2019.

Norra Stationsgatan är en gata i Vasastaden, Stockholm. Gatan hette fram till 1940 Solnavägen. Gatan sträcker sig mellan Norrtull i nordost och Tomtebodavägen i sydväst, cirka 1,3 kilometer. 

## Historia
Första gången gatan omnämns är 1884 och då som norra gränsvägen, men redan året därpå, 1885, fick gatan sitt nya namn Solnavägen, troligen då den då gränsade till Solna landskommun. Solna landskommun, som 1943 blev Solna stad, gjorde 1940 en framställning om att namnet kanske kunde ändras då man avsåg anlägga en egen väg med samma namn inom kommunen, Solnavägen, och att de två namnen kunde skapa förvirring.
Stockholms stad valde då att byta namn till Norra Stationsgatan, vilken är uppkallad efter Stockholms norra station som sedan 1924 låg utefter gatan. Det tegelröda stationshuset med sitt torn  revs 2014. (Byggnaden syns i bildserien nedan över den senaste omvandlingen, nära bildernas mitt.)

Gatan i förvandling, vy mot nordost från Solnabron respektive Torsplan.
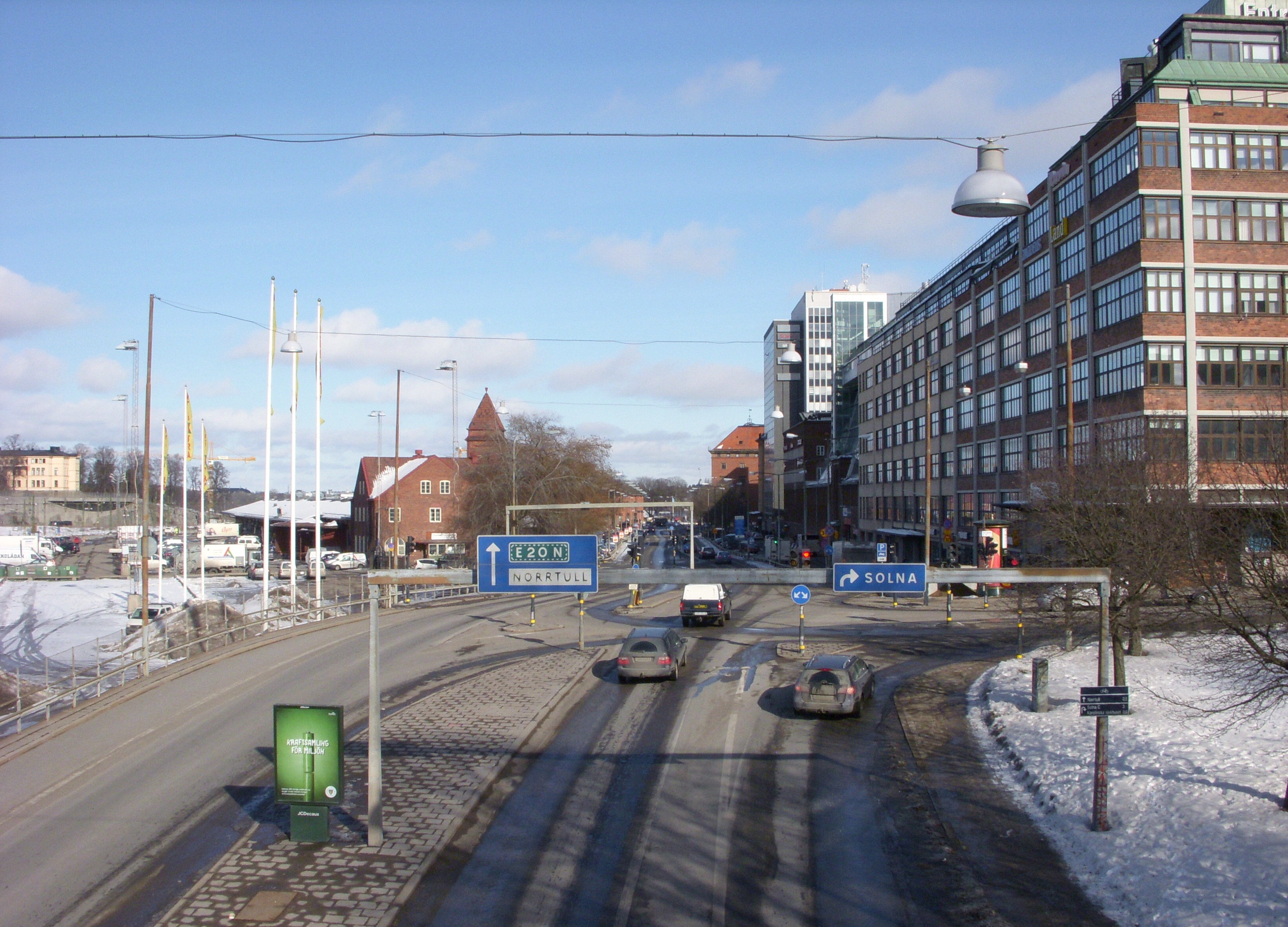
Mars 2010.
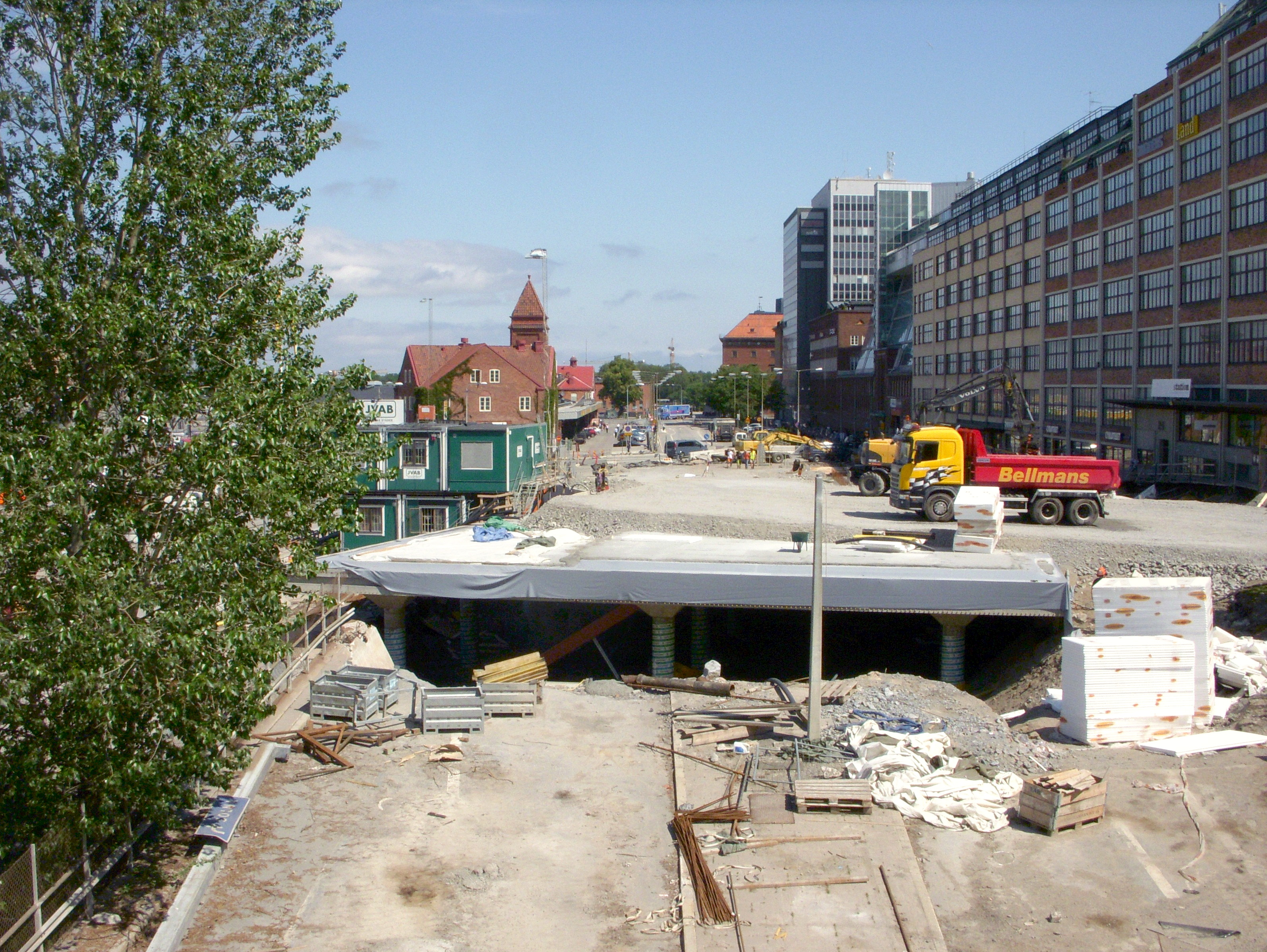
Juli 2011.
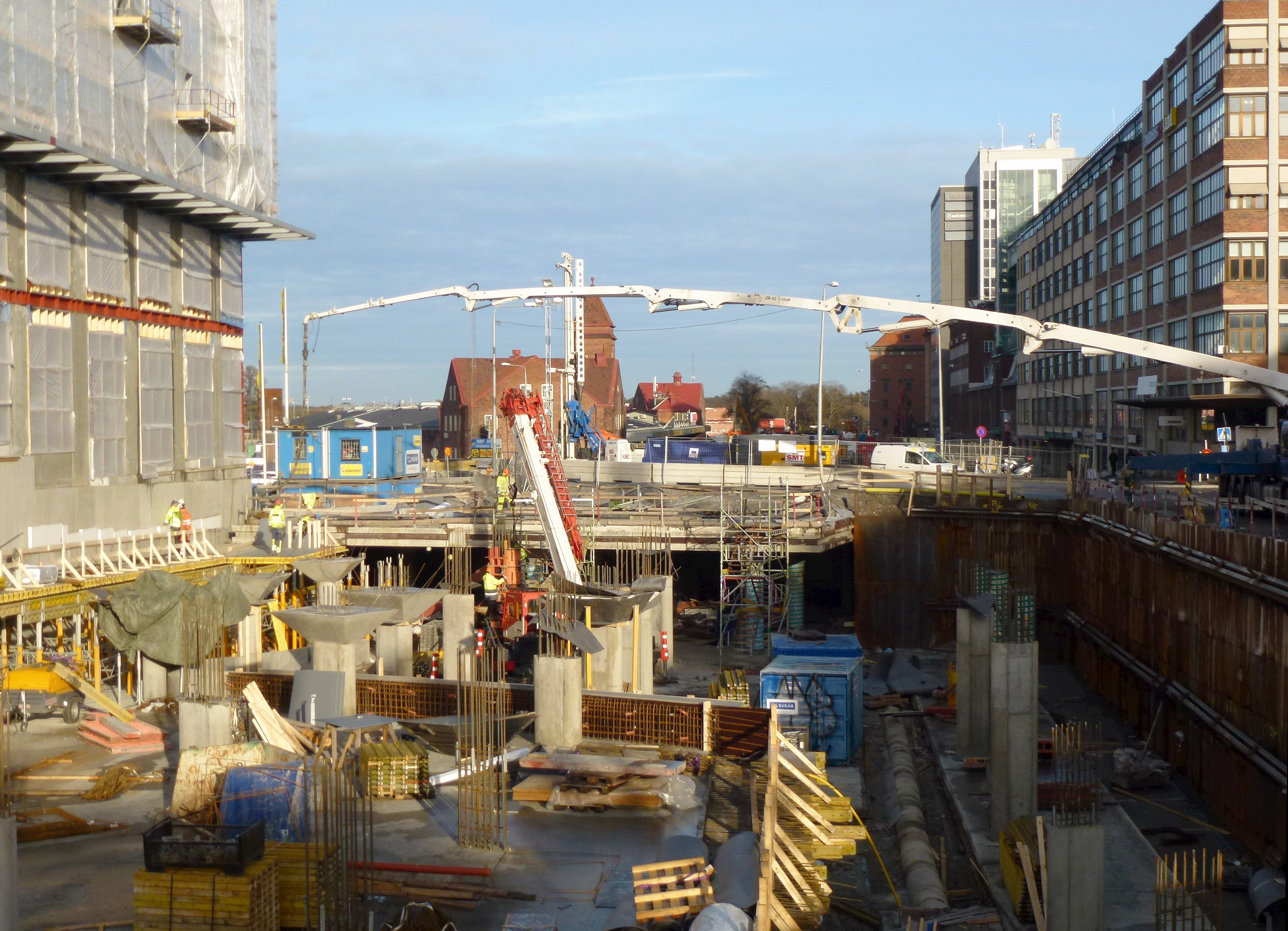
Oktober 2012.
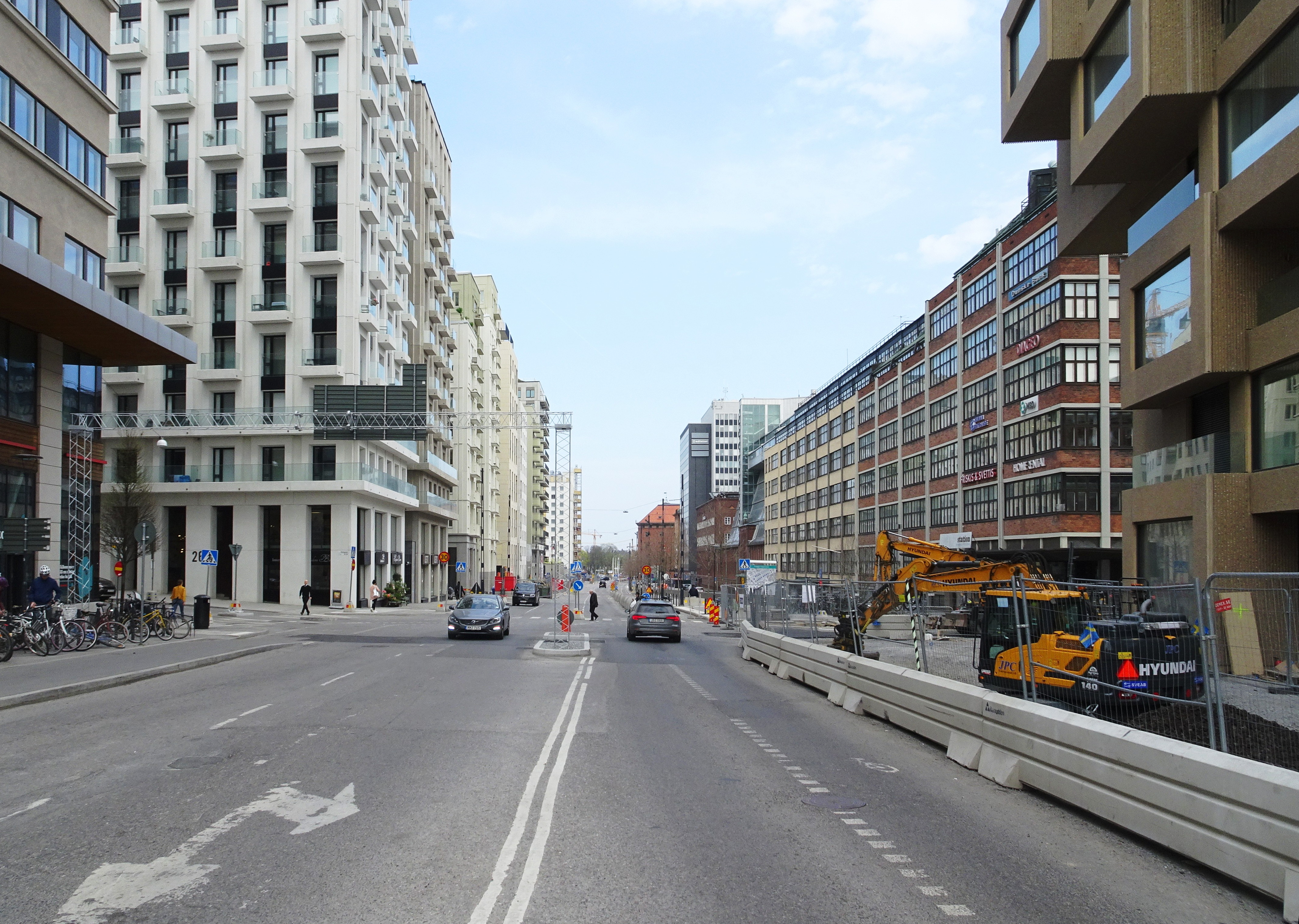
April 2019.

## Gatans läge
Norra stationsgatan med Stockholms norra station, som nu är riven, utgjorde tidigare en nordlig gräns för Stockholms innerstad. På den södra sidan ligger Vasastadens stenhus och gator och på marken där Stockholms norra station låg ligger nu Norra stationsparken och bostadshus i Hagastaden, vars arkitektur skiljer sig från den övriga miljön i Vasastaden. I praktiken löper gränsen mellan Stockholms innerstad och Solna kommun längs Eugeniavägen då Hagastadens bebyggelse söder om denna väg, undantaget Elite Carolina Tower, omfattas av Vasastaden. 
Mellan 1970 (3 november) och 1991 gick E3/E4 på denna gata som var då en ökänd trafikpropp i innerstaden. Den försvann när första delen av Norra länken invigdes 1991. När Essingeleden förlängdes och anslöts till Norra stationsgatan hösten 1970 var tanken att denna lösning bara skulle fungera som ett "provisorium" men det kom alltså att bestå i cirka 20 år.

## Byggnader längs gatan (urval)

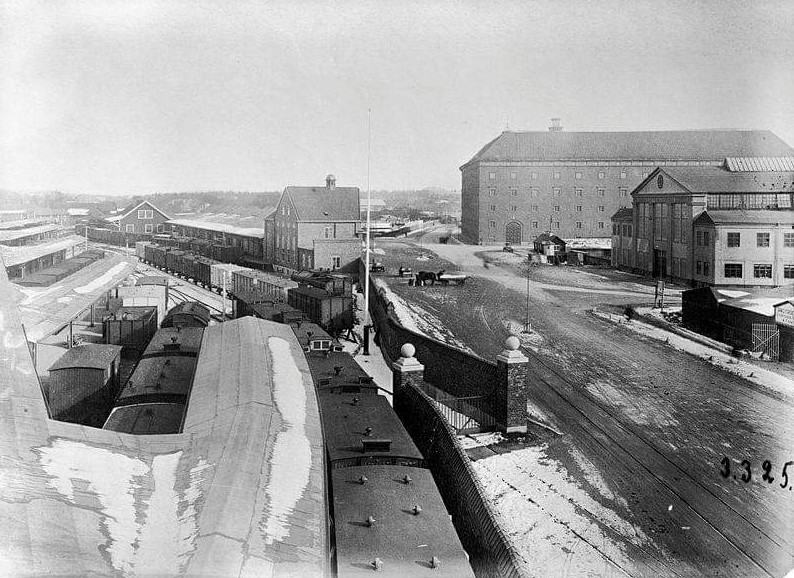
Solnavägen (Norra stationsgatan) österut 1925. Norra station till vänster och Grönstedtska palatset samt Bröderna Hedlunds verkstad till höger.

Från nordost till sydväst:
- Norrtulls tullhus
- Grönstedtska palatset
- Automobilpalatset
- Apotekarnes mineralvattenfabrik
- Bröderna Hedlunds industribyggnad
- Haga Nova
- Siemenshuset
- Norra tornen

## Kvarter vid gatan (urval)
- Kvarteret Blästern
- Kvarteret Härden
- Kvarteret Sländan
- Kvarteret Städet

Byggnader längs gatan (urval).
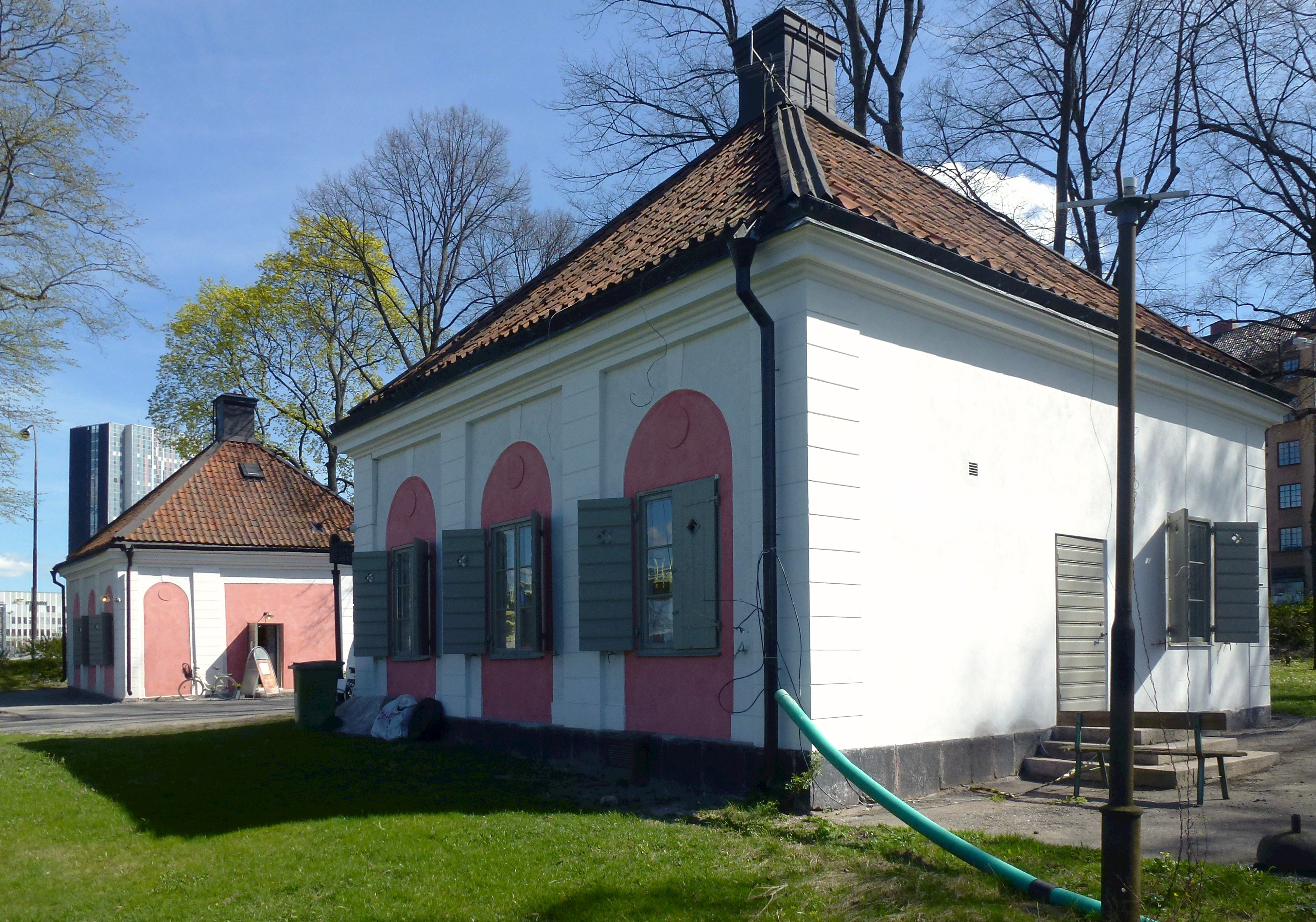
Norrtulls tullhus.
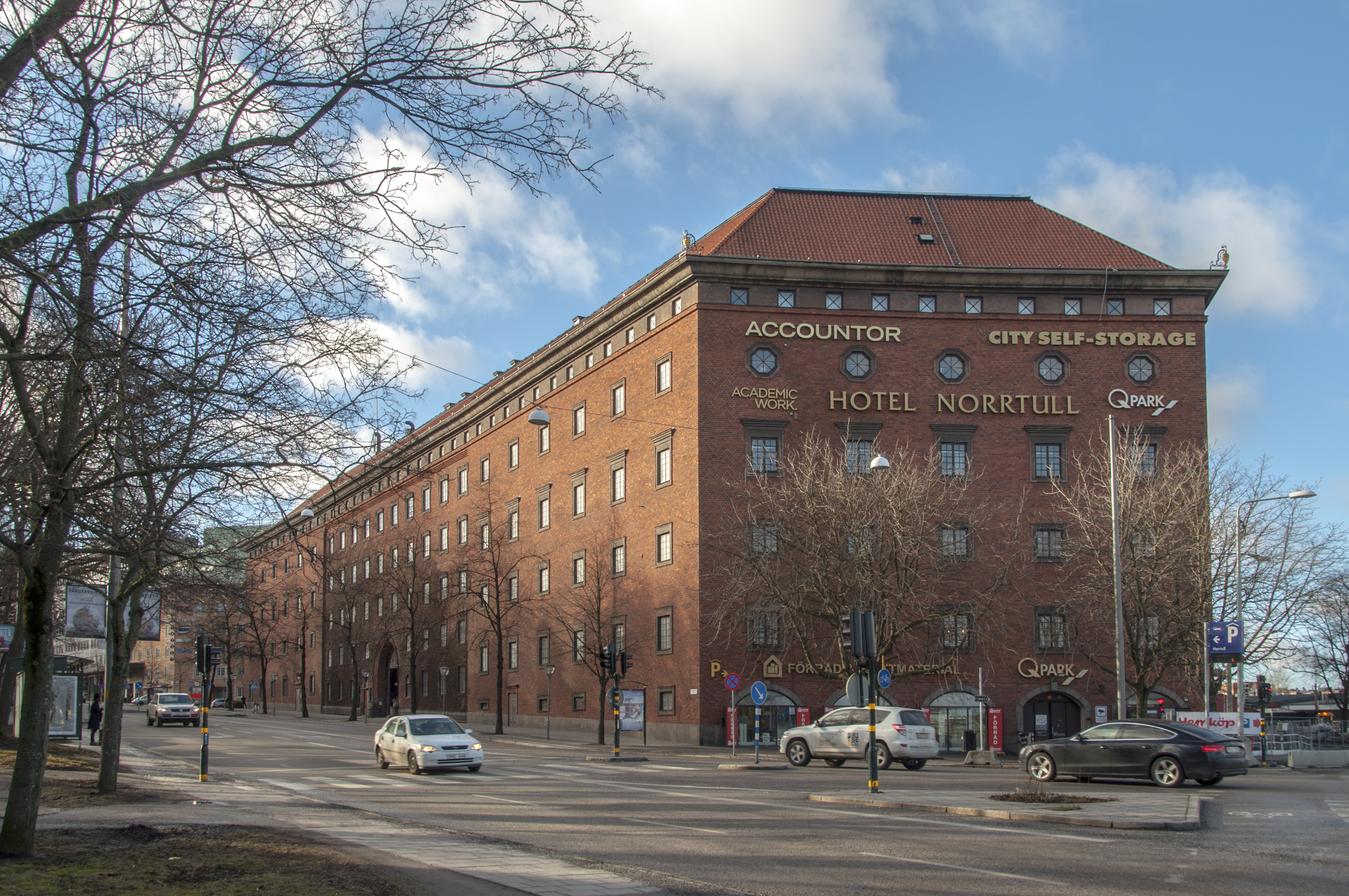
Grönstedtska palatset.
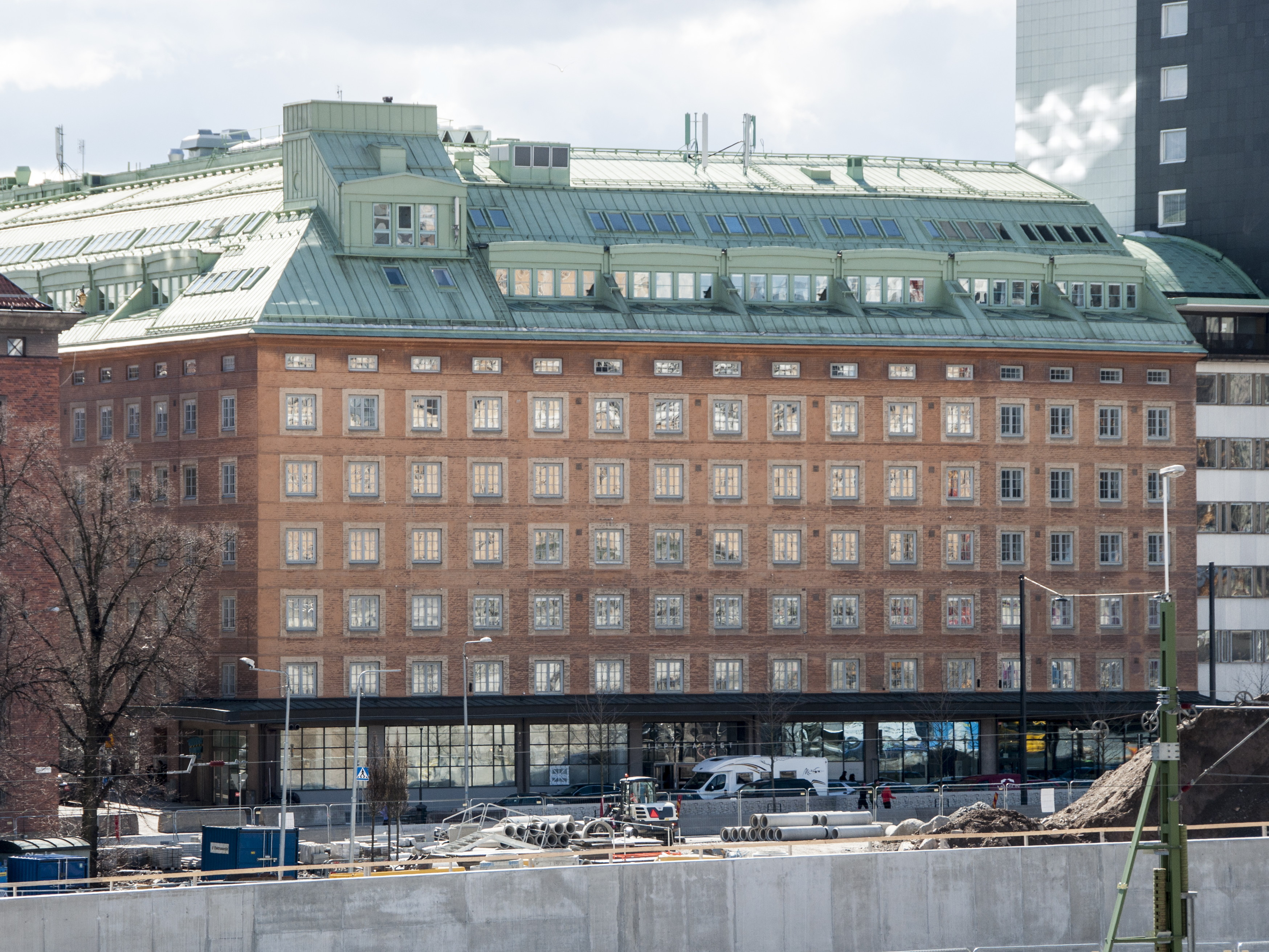
Automobilpalatset.
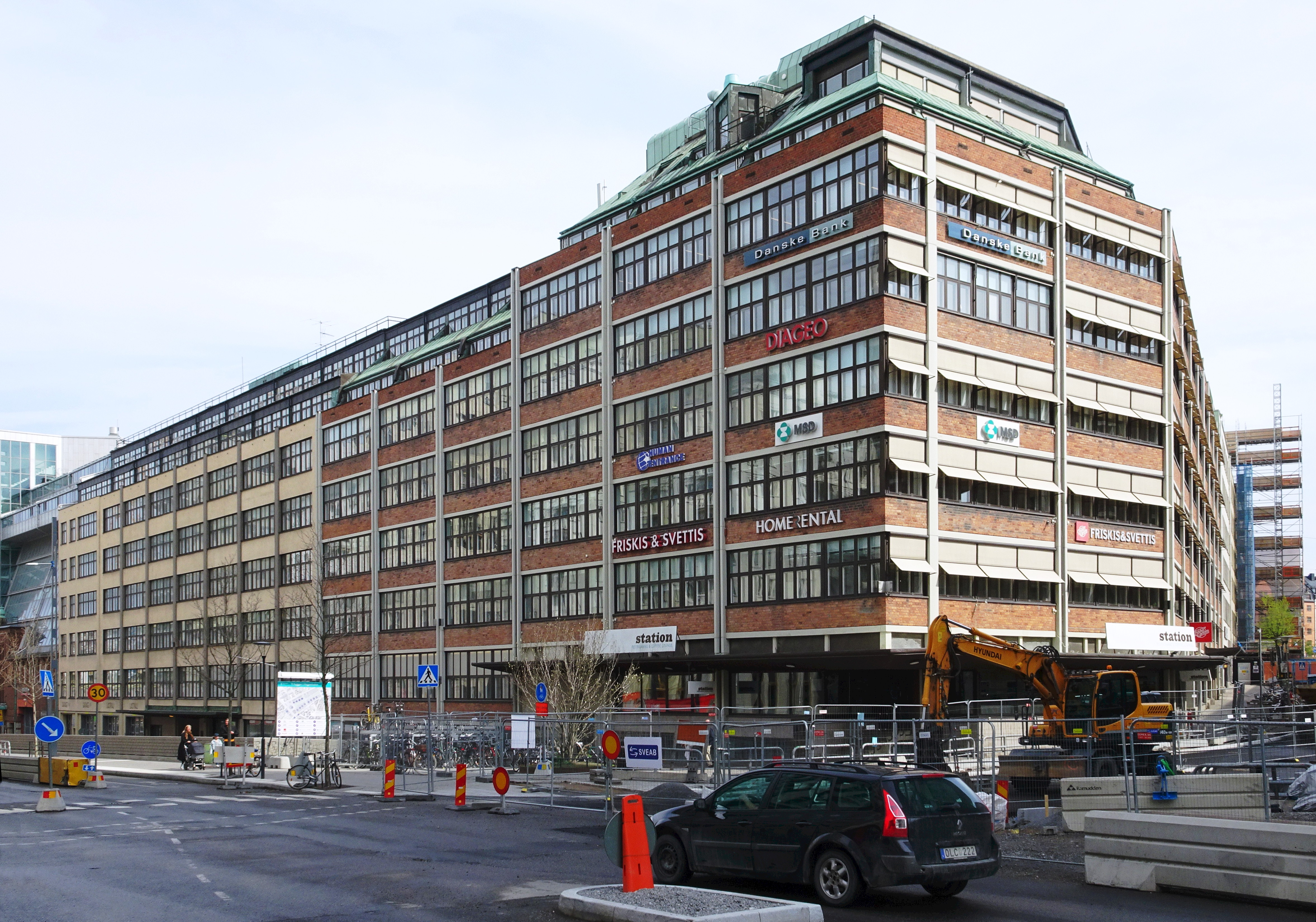
Bröderna Hedlunds industribyggnad.

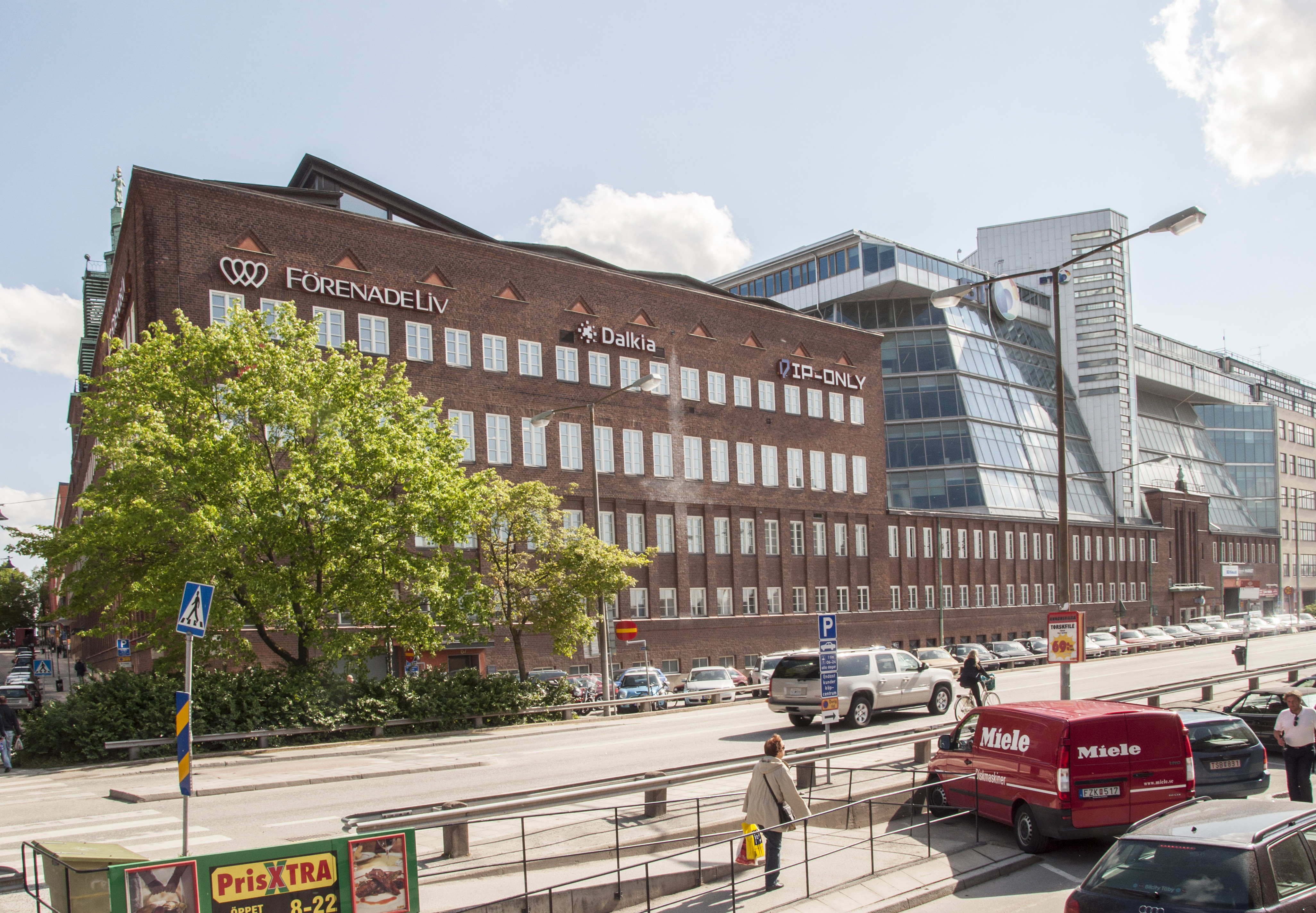
Apotekarnes mineralvattenfabrik.
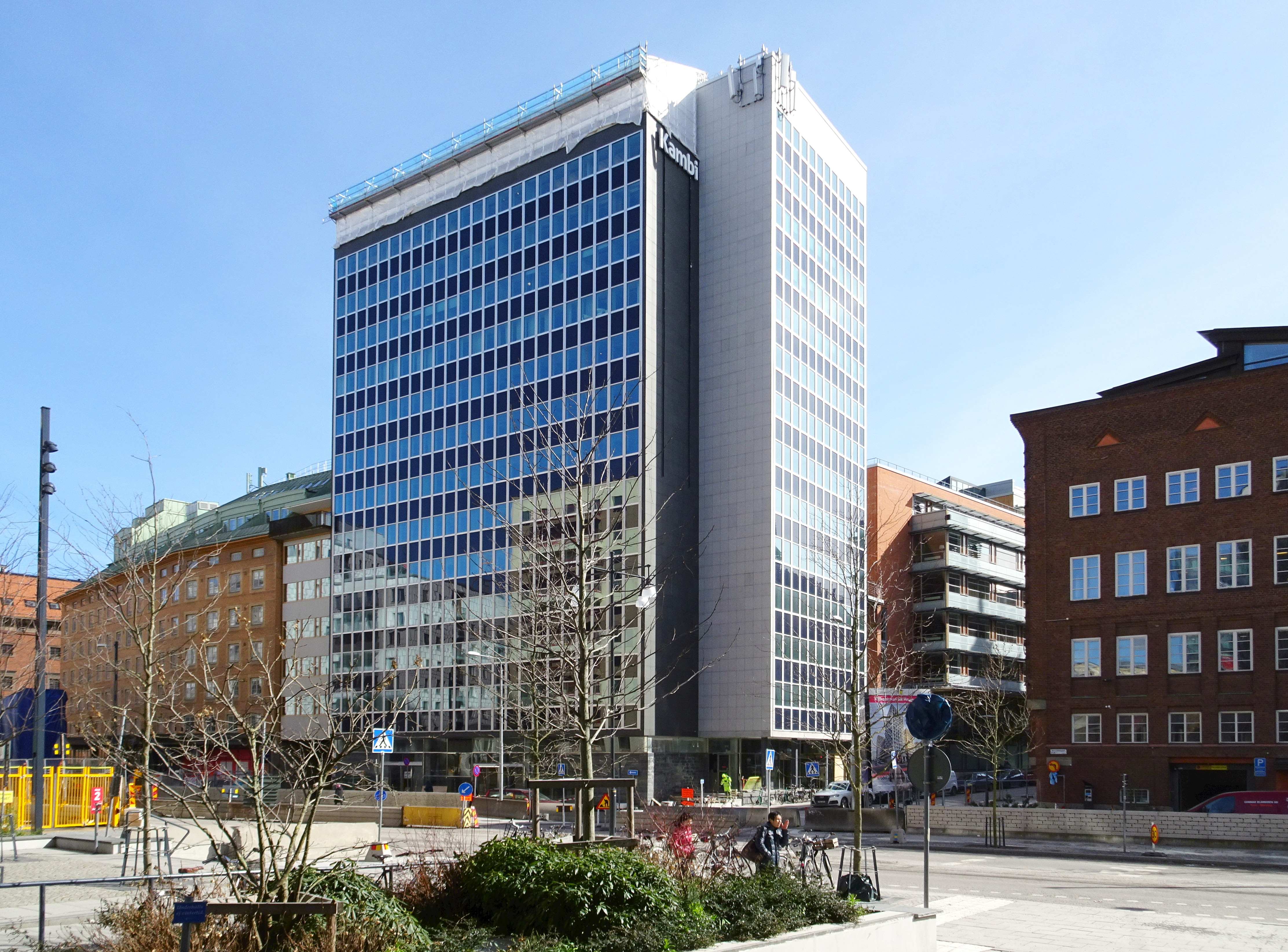
Före detta Siemenshuset.
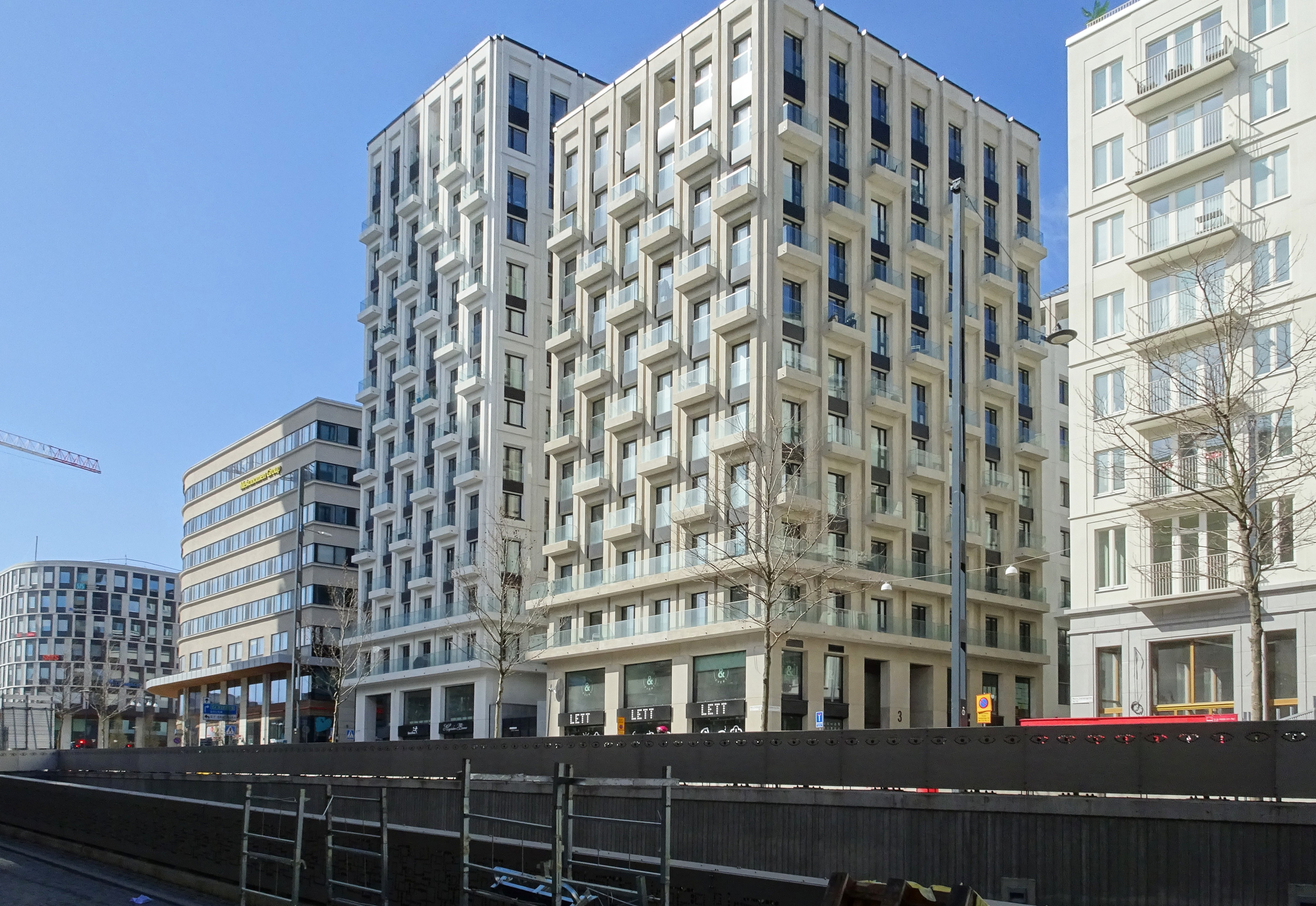
Haga Nova.
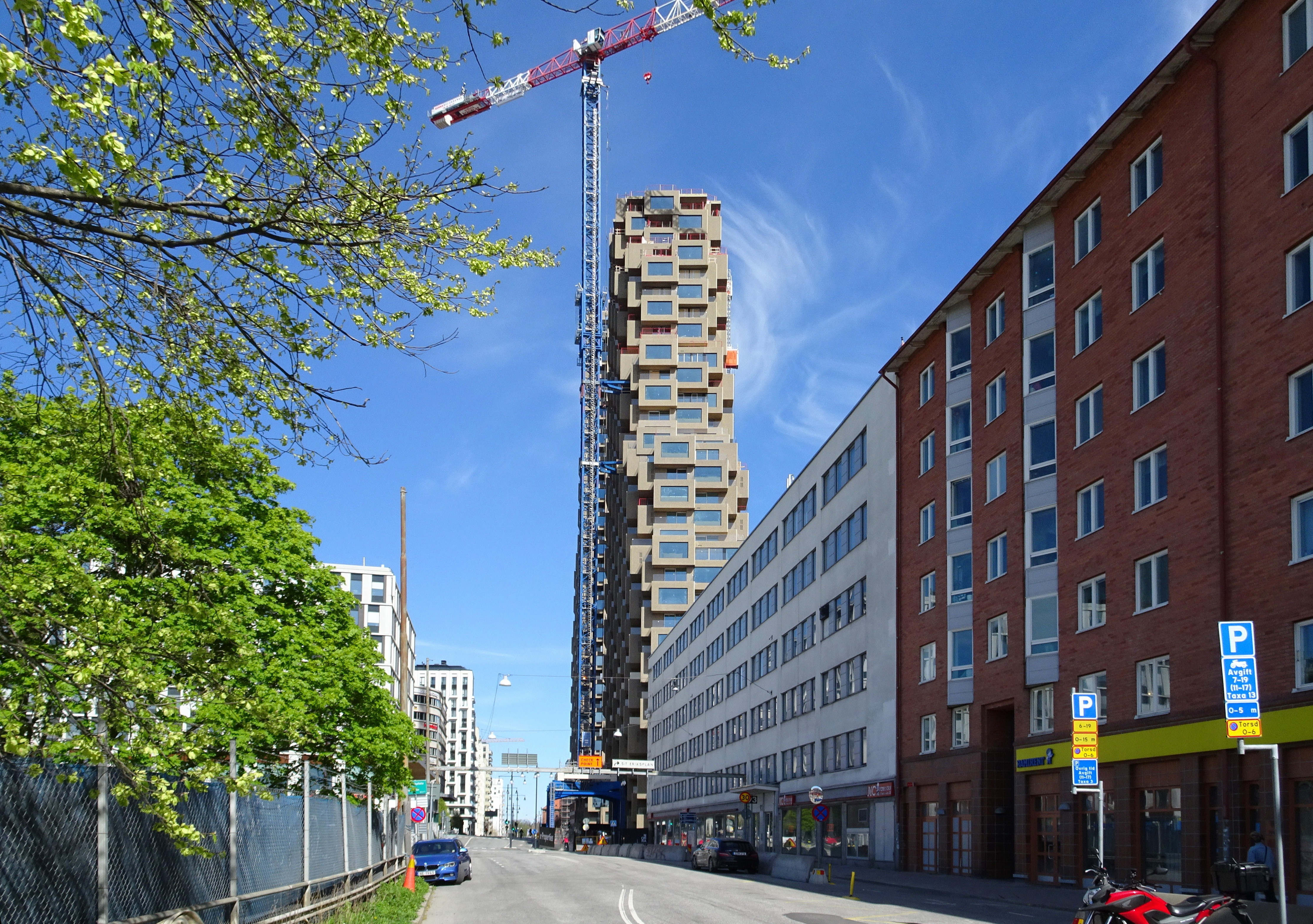
Norra tornen.